# Chelonus curtus
Chelonus curtus är en stekelart som först beskrevs av Vladimir Ivanovich Tobias 1996.  Chelonus curtus ingår i släktet Chelonus och familjen bracksteklar. Inga underarter finns listade i Catalogue of Life.